# Tintín i l'Art-Alfa
Tintín i l'Art-Alfa (en francès: Tintin et l'alph-art) havia de ser el vint-i-quatrè àlbum de Les aventures de Tintín, la sèrie de còmics del dibuixant belga Hergé, per bé que el va deixar inacabat a causa de la seva mort. El manuscrit es va publicar pòstumament el 1986. L'argument gira entorn de l'escena d'art modern de Brussel·les, en què el jove periodista Tintín s'assabenta de l'assassinat d'un venedor d'art local. Investigant, descobreix una conspiració de falsificació d'obres d'art, dirigida pel guru religiós Endaddine Akass.
Motivat per la seva fascinació per l'art modern, Hergé va començar a dibuixar Tintín i l'Art-Alfa el 1978 i va continuar fent-ho fins a la seva mort el març de 1983. Al moment de la seva mort, el còmic consistia en prop de 150 pàgines de comentaris a llapis i esbossos, que encara no havia redibuixat amb el seu estil característic de la línia clara, sense cap final anotat per la història. La mà dreta d'Hergé, Bob de Moor, es va oferir a acabar l'àlbum; la vídua del dibuixant, Fanny Vlamynck, va acceptar-ho en un principi, però després va refer-se, esmentant que el seu marit no volia que ningú continués Les aventures de Tintín.
L'editorial Casterman va publicar un aplec de notes originals en forma de llibre l'any 1986. De llavors ençà, diversos dibuixants com Yves Rodier han finalitzat les seves pròpies versions no oficials. La rebuda de l'àlbum per la crítica ha estat mixta; alguns opinadors creuen que si Hergé l'hagués pogut acabar hauria estat una millora en comparació amb els dos àlbums anteriors, mentre que d'altres titllen aitals afirmacions d'il·lusions sense fonament.